# Ogljikovo vlakno
Ogljikova vlakna (s tujko tudi karbonska vlakna) uvrščamo v strojništvu v skupino kompozitnih materialov. To pomeni, da je material sestavljen iz dveh ali več gradnikov, ki so združeni skupaj. V tem primeru nastopajo ogljikova vlakna kot matrice (veziva), ki so narejene iz organskih snovi, k njim so nato še dodana polnila (armatura) (tj. polimerne, epoksi smole idr.)
Prepoznavna so predvsem po njihovih mehanskih lastnostih, saj močno presegajo mehanske lastnosti kovin, vendar je uporaba dokaj omejena zaradi visoke cene, saj je postopek pridobivanja vlaken drag in zahteven.
Ogljikova vlakna so velikokrat predstavljena kot kompozit prihodnosti predvsem zaradi njegovih mehanskih lastnosti in majhne teže, kar naredi material veliko bolj uporaben. Potreba po ogljikovih vlaknih je vedno večja, vzporedno s tem se veča industrija, ki ustrezno izdeluje ter predeluje ogljikova vlakna, da so le-ta primerna za vsakršno uporabo.

## Pridobivanje in izdelava

### Pridobivanje
Ogljikova vlakna lahko pridobivamo iz dveh različnih materialov:
1. PITCH: Ogljikova vlakna, ki bazirajo na osnovi PITCH-a imajo slabše mehanske lastnosti, so težje in se zato ne uporabljajo v konstrukcijah, ki so kritično obremenjene, zato se takšna ogljikova vlakna zelo malo uporabljajo.
2. PAN (poliakrilonitril): Ogljikova vlakna, ki na osnovi PAN-a imajo visoke mehanske lastnosti, so lažja in imajo daljšo življenjsko dobo. PAN vlakna so tako najbolj razširjena ogljikova vlakna na svetu. Svetovna proizvodnja poliakrilonitrila znaša cca. 4,67 milijona ton letno, od tega se 60% porabi za izdelavo akrilnih vlaken.

Ogljikova vlakna te vrste izdelujemo po postopku Sohio. Do leta 1960 so v postopek za izdelavo ogljikovih vlaken vključevali acetilen in cianovodikovo kislino (HCN), nato so uvedli Sohio postopek, saj je bil HCN izredno strupen za ljudi in okolico, zato so tudi stari postopek izdelave ogljikovih vlaken ukinili.
Pri izdelavi PAN vlaken so značilne štiri faze izdelave:
- Oksidacija: v tej fazi se vlakna segreje na 300 °C. Pri tem se spremeni zgradba polimera, nastane cikličen polimer, ter pride do spremembe barve, iz bele v črno. Razvije se manj hlapljiv kisik, ki se vključi v ciklično zgradbo polimera. Nastane oksidiran poliakrilonitril.
- Karbonizacija (grafitiranje): v tem procesu segrevamo vlakna do temperature približno 3000 °C, celoten proces potek v zaprti okolici, pri tem se oksidirani poliakrilonitril spremeni v ogljik. Glede na stopnjo segrevanja dobimo v procesu vlakna z različnimi mehanskimi lastnostmi:

| Stopnja modula        | Nizek      | Standardni   | Višji        | Najvišji     |
| --------------------- | ---------- | ------------ | ------------ | ------------ |
| Temperatura           | Do 1000 °C | 1000-1500 °C | 1500-2000 °C | 2000-3000 °C |
| Elastični modul [GPa] | 200        | 200-250      | 250-325      | 325-1000     |

- Obdelava površin: v tem postopku se oblikujejo vezi na površini vlaken ter površina vlaken postane groba, ki tako zagotovi ustrezno kohezijo med vlaknom in smolo ob nadaljnji obdelavi oz. pripravi z uporabo različnih vrst smole, da se to zgodi je potrebna lažja oksidacija vlaken.

- Izdelava v ustreznih merah: v končni fazi se ogljikova vlakna oblikuje glede na uporabo ter prevleče z različnimi smolami, najpogostejša in najbolj uporabljena je epoksi smola in druge polimerne smole.

### Postopek izdelave
S procesom Sohio je postala izdelava ogljikovih vlaken manj škodljiva okolju in človeku, saj se ni več uporabljalo strupenega HCN-ja. Sohio postopek je bil izpopolnjen leta 1960 v Ohiu, ZDA. V postopek so uvedli katalizator, ki je povzročil sintezo propilena in amonijaka v enofazni reakciji, iz tega je nastal akrilonitril. Z uporabo procesa se je povečal donos ter iz postopka je izstopilo manj odpadnih plinov in odpadne vode. Sohio proces je energijsko bolj varčen, cenejši ter manj škodljiv za okolico, zato je v tem času najpogostejši postopek za pridobivanje ogljikovih vlaken.
Najprej poteče amonijo-oksidacija med propenom in amoniakom. Iz tega nastane akrilonitril. V tej fazi nastopi polimerizacija akrilonitila. Pridobimo poliakrilonitril. Tu vlakna dobivajo že svojo podobo.
V naslednji fazi polimer raztegnemo po dolžini. Nato je polimer segret pri konstanti temperaturi od 200-300 °C. Polimer oksidira, pride do spremembe molekulske zgradbe. Iz vlaken izstopi dušik v njih pa vstopi kisik. Molekule spremenijo obliko iz verižne v heksagonalno ciklično ob tem se vlakna še obarvajo v značilno črno barvo. Iz tega dobimo polimer, ki ima visoko tališče in ga je potrebno očistiti. Za čiščenje vlaken je uporabljen postopek karbonizacije, to pomeni, da  so vlakna segreta na temperaturo vse do 3000 °C.
Segrevanje vlaken poteka v zaprti dušikovi atmosferi, s tem se odstranijo vse nečistoče iz vlaken. Postopek se ne konča, dokler ni v vlaknih odstotek ogljika med 92 in 100%, vse poteka pri temperaturi 2500-3000 °C, v odvisnosti od temperature so izdelana vlakna različnih kvalitet.
Kvaliteta ogljikovih vlaken se označuje z črko K, kar pomeni 1000 filamentov, pred črko k pa nastopa številka(1K, 3K, 4K, 6K, 12K, 320K idr.), tako lahko razločimo med vlakni različnih kakovosti.
Glede na to kakšne sile bodo delovale na vlakna se nato vlakna ustrezno gradi. Če na vlakna delujejo samo natezne sile v eni smeri, se vlakna postavi vzporedno delovanju sil, tako so vlakna ustrezno obremenjena. Če pa na vlakna delujejo sile v vse smeri se vlakna postavi tako, da so nekatera vlakna postavljena horizontalno ostala pa vertikalno in se vlakna med seboj prepletajo in prenašajo sile v vse smeri, takšni postavitvi vlaken po navadi rečemo kar tkanina.

## Mehanske lastnosti
Ogljikova vlakna imajo glede na njihovo težo zelo veliko odpornost proti mehanskim silam, predvsem so zelo odporna na nateg. Te lastnosti so v industriji in tehniki zelo dobro izkoristili in tako so ogljikova vlakna primerna za vsakršno uporabo.
Z uporabo ogljikovih vlaken skušajo zmanjševati uporabo drugih materialov, kot so npr. kovine, ki imajo veliko večjo težo in manjšo odpornost proti nateznim silam kot pa ogljikova vlakna. 

## Uporaba
Ogljikova vlakna se praktično uporabljajo povsod. V letalski industriji za notranje del letal; kolesarstvu, smučanju, avtomobilizmu skratka skoraj povsod v športu; v gradbeništvu, kjer se ogljikova vlakna uporabljajo za armiranje betona s tem se doseže odpornejši beton na upogib in druge mehanske, statične sile; uporablja se v vojaške namene itd. Vlakna se uporablja tudi kot prevodnike električnega toka, obstajajo ogljikove mikroelektrode s premerom 8 μm , ki pa se jih uporablja predvsem pri znanstvenem raziskovanju.
V današnjem času se je s sinhrotroni začel razvoj nanotehnologije, tj. raziskovanje delcev na velikosti 1 nanometra (1 nm= 10-9m), pri tem so znanstveniki razvili nanocevi iz ogljikovih vlaken. Z razvijanjem nanocevi bi lahko pridobili še močnejša ogljikova vlakna kot jih poznamo danes in bi se uporaba vlaken le še povečala.